# Nuevas Hébridas
Nuevas Hébridas, oficialmente Condominio de Nuevas Hébridas (en inglés: New Hebrides Condominium; en francés: Condominium des Nouvelles-Hébrides) es el nombre con que se conocían las islas Vanuatu durante la época colonial.
El nombre proviene de las islas Hébridas situadas en Escocia.

## Historia
El navegante Pedro Fernández de Quirós en 1606 tomó posesión de estas islas en nombre del rey de España, y las llamó Austrialia del Espíritu Santo, pensando que había llegado al gran continente austral (del sur), hoy llamado Australia. El nombre actual se conserva como Espíritu Santo (Vanuatu).
El Condominio Anglo-Francés fue un acuerdo firmado por los gobiernos del Reino Unido y Francia en 1906 para gobernar las islas de las Nuevas Hébridas (obsérvese que España y Portugal se habían quedado fuera). 
Las Nuevas Hébridas fueron colonizadas por ambas naciones en el siglo XVIII después de que el Capitán James Cook visitara las islas. Las dos naciones finalmente firmaron un Condomino Anglo-Francés, desde 1906 hasta que las Nuevas Hébridas ganaran la independencia en 1980, fundando la nación de Vanuatu. 
El Condominio dividió las Nuevas Hébridas en dos comunidades separadas - la angloparlante y la francoparlante. Esta división continúa, aún después de la independencia, con escuelas que enseñan en una lengua o en otra, y entre diferentes partidos políticos. 
Bajo el Condominio las Nuevas Hébridas operaron bajo dos sistemas legales separados. Los ciudadanos franceses de la isla eran gobernados bajo la ley francesa y los ciudadanos británicos bajo la ley inglesa. Los habitantes de las Nuevas Hébridas podían optar por uno u otro sistema legal, si ellos elegían esa opción, así como ciudadanos de otros países. 
Existían tres sistemas de cortes de justicia: uno para los sujetos al derecho inglés, otro para los sujetos al derecho francés y una tercera Corte Nativa para resolver las cuestiones surgidas entre los indígenas. El presidente de esta última era nombrado por el Rey de España.
La dualidad llega hasta sus últimas consecuencias: cada una de las naciones con-dueñas (Francia y el Reino Unido) estaba representada por una "Residencia", y cada uno de los miembros del personal de las "Residencias" respectivas tenía su contraparte en la otra, con quien podía discutir las cuestiones comunes si era necesario. La policía tenía oficiales en igual número de uno y otro país, con uniformes diferentes. Existían dos sistemas educativos diferentes, no solo en el idioma, sino también en la estructura y en el sistema de enseñanza. Los que llegaban a las Nuevas Hébridas podían elegir bajo que legislación migratoria hacerlo, la británica o la francesa.